# Armanda Passos
Maria Armanda Pinheiro da Silva Passos Valença Baptista, mais conhecida por Armanda Passos ComM • GOSE (Peso da Régua, 17 de fevereiro de 1944 — Porto, 19 de outubro de 2021), foi uma artista plástica portuguesa.

## Biografia
Licenciou-se em Artes Plásticas pela Escola Superior de Belas Artes do Porto e expôs desde 1976 os seus trabalhos. Viveu e trabalhou no Porto, onde realizou sua primeira exposição individual, Pintura e Desenho, em 1981.
Ainda como aluna, foi convidada por Ângelo de Sousa para monitora de Gravura, disciplina que lecionou durante quatro anos. Expôs regularmente desde 1976, ano em que fez a sua primeira exposição coletiva no Museu de Aveiro.
"Quando eu faço a figuração que inclui estes seres que as pessoas definem como mulheres, porque têm algumas formas que se aproximam da figura que a gente conhece como mulher, tenho sempre a noção que eles não são existentes, mas que são de algures." Armanda Passos, dezembro 2002, excerto de entrevista por Nuno F. Santos .
Em 2011, foi homenageada pela Universidade do Porto com duas exposições: Reservas e Obra Gráfica, as únicas dedicadas a um artista plástico por ocasião das comemorações do Centenário da Universidade do Porto. Além da publicação do livro Armanda Passos Centenário U.P. – Uma Retrospetiva, de José-Augusto França, Manuel Sobrinho Simões e Luís de Moura Sobral. A 8 de junho de 2012, foi-lhe atribuída a Comenda da Ordem do Mérito. pelo presidente da República, Aníbal Cavaco Silva, no Centro de Cultural de Belém.
A artista também recebeu outros prémios ao longo da carreira, como o Prémio do Ministério da Cultura, entregue pelo Primeiro-Ministro Mário Soares e pelo Vice-primeiro-ministro Carlos Mota Pinto (1984, Lisboa), na Exposição Homenagem dos artistas portugueses a Almada Negreiros em 1984, Lisboa, menção honrosa no VIII Salão de Outono - Paisagem portuguesa em 1987, na Galeria do Casino de Estoril, no III Prémio Dibujo Artístico J. Pérez Villaamil em 1990, no Museu Municipal Bello Piñeiro e o Prix Octogne em 1997, em Charleville, França.
Representou Portugal em vários certames internacionais, de que são exemplo a exposição Portuguese Contemporary Artists, no World Trade Center (Nova Iorque, 1985), V Biennal of European Graphic Art em Heidelberg, 1988, na Polónia, na Exposition Internationale de la Gravure – Intergrafia 91 em 1992, também na Polónia, Katowice, e no Centre de la Gravure et de l’Image Imprimée, também em 1992, em La Louvière, na Bélgica.
A sua obra foi representada em importantes coleções públicas, tais como: Museu Nacional de Arte Contemporânea, também conhecido como Museu do Chiado em Lisboa; Fundação Calouste Gulbenkian, Lisboa, coleção de Arte Contemporânea do Estado; Fundação Oriente, Lisboa; Fundação Champalimaud, Lisboa; Museu Coleção Berardo, Lisboa; Procuradoria Geral da República, Lisboa; Museu de Serralves, Porto;  Palácio da Justiça, Porto; Tesouro da Sé Catedral do Porto; Fundação Casa de Mateus, Vila Real; Fundação Dom Luís, Cascais; Museu Amadeo de Souza-Cardoso, Amarante;  Museu Nogueira da Silva, Braga; Museu do Douro - “Espaço Armanda Passos” (Exposição permanente); Tribunal de Contas ; Tesouro-Museu da Sé de Braga; Palácio de Belém.
Intensa e complexa, a sua obra suscitou textos produzidos não apenas por críticos da especialidade, mas também por escritores e historiadores como: Fernando Pernes, José Saramago, Vasco Graça Moura, Urbano Tavares Rodrigues, Eduardo Prado Coelho, António Alçada Baptista, David Mourão-Ferreira, Mário Cláudio, Armando Silva Carvalho, Mia Couto, Raquel Henriques da Silva, Luís de Moura Sobral ou José-Augusto França.
Em 2005, idealizou e construiu no Porto a Casa Armanda Passos, projetada por Álvaro Siza. Uma Casa-ateliê destinada a reunir, conservar e tornar acessíveis ao público as obras guardadas pela pintora ao longo da vida. "Enquanto viveu – a Casa era a Armanda. E assim continuará." (Álvaro Siza, 2022).
Morreu a 19 de outubro de 2021, aos 77 anos, na sequência de doença prolongada.
O seu último desenho foi gravado na parede principal da capela onde se encontra sepultada, no Cemitério da Lapa, no Porto.
A primeira retrospetiva da sua obra não aconteceu em vida. Foi em Lisboa, um ano após a sua morte, na Fundação Champalimaud, que uma exposição monumental mereceu o aplauso do público. "A primeira retrospetiva de Armanda Passos confirma a força da sua obra e o que perdemos em não a ter visto até hoje assim", escreveu Cristina Margato ("Além do Cérebro Racional", Expresso, Revista 23.12.2022).
A título póstumo, foi condecorada pelo Presidente da República Marcelo Rebelo de Sousa como Grande-Oficial da Ordem Militar de Sant'Iago da Espada,, no Palácio de Belém, 2022.

## Exposições individuais[10][13]
| Ano da exposição | Obras                                                                | Local |
| ---------------- | -------------------------------------------------------------------- | --- |
| 1981             | "Pinturas e Desenhos"                                                | Cooperativa Árvore, Porto (texto de Júlio Resende) |
| 1981             | "Pinturas e Desenhos"                                                | Galeria Módulo, Porto (texto de Fernando Pernes) |
| 1982             | "Pinturas e Desenhos"                                                | Galeria Módulo, Lisboa (texto de Fernando Pernes) |
| 1983             | "Pinturas e Desenhos"                                                | Galeria Módulo, Porto (texto de Jaime Milheiro) |
| 1984             | "Pinturas e Desenhos"                                                | Galeria Módulo, Porto |
| 1986             | "Óleos"                                                              | Galeria S. Mamede, Lisboa (texto de Júlio Resende) |
| 1988             | "Gouache"                                                            | Galeria Gilde, Guimarães (texto de Júlia Formosinho) |
| 1989             | "Paintings and Drawings"                                             | Arts Centre Exhibitions, Londres (texto de Joaquim Matos Chaves) |
| 1989             | "Os Perscrutadores do Milénio"                                       | Centro de Arte SOCTIP, Lisboa (texto de Mário Cláudio) |
| 1990             | "Desenhos, Guaches e 3 telas"                                        | Galeria Arcada, Estoril (texto de José Saramago) |
| 1990             | "Pinturas"                                                           | Galeria Universidade do Minho, Museu Nogueira da Silva, Braga (texto de César Valença) |
| 1991             | "Árvore 81/Árvore 91"                                                | Cooperativa Árvore, Porto (texto de Marta Cristina Araújo) |
| 1991/1992        | "Pinturas Recentes"                                                  | Galeria S. Mamede, Lisboa (texto de David Mourão-Ferreira) |
| 1992             | "Guaches e Óleos"                                                    | Degrau Arte, Porto (texto de Armando Silva Carvalho) |
| 1992             | "Antologia Mínima"                                                   | Museu Amadeu de Souza-Cardoso, Amarante (texto de José Carlos de Vasconcelos) |
| 1993             | "Ibériques"                                                          | Galeria du CYGNE, Genebra (texto de José Augusto Seabra) |
| 1992             | "Guaches e Óleos"                                                    | Degrau Arte, Porto (texto de Jorge Listopad) |
| 1993/1994        | "Óleos de Pequeno Formato"                                           | Galeria S. Mamede, Lisboa (texto de Jorge Listopad) |
| 1994             | "Óleos"                                                              | Galeria da Universidade do Minho, Museu Nogueira da Silva, Braga (texto de Francisco Carvalho Guerra) |
| 1994/1995        | "Óleos de Pequeno Formato"                                           | Galeria Cordeiros, Porto (texto de Fernando Guimarães) |
| 1995             | "Óleos"                                                              | Galeria Mário Sequeira, Tibães, Braga (texto de Arnaldo Saraiva) |
| 1995/1996        | "Óleos"                                                              | Degrau Arte, Porto (texto de Luísa Dacosta) |
| 1996             | "Memórias"                                                           | Galeria Cordeiros, Porto (texto de César Príncipe) |
| 1998             | "Guaches recentes"                                                   | Galeria S. Mamede, Lisboa (texto de António Alçada Baptista) |
| 1999             | "Óleos"                                                              | Galeria S. Mamede, Lisboa (texto de Urbano Tavares Rodrigues) |
| 2000             | "Dialectos"                                                          | Rui Alberto Espaço de Arte, Vila Real (texto de Aníbal Belo) |
| 2000             | "Anunciação"                                                         | Museu Nogueira da Silva, Universidade do Minho, Braga (texto de Gomes Fernandes) |
| 2001             | "Armanda Passos - Pintura"                                           | Cooperativa Árvore, Porto (texto de Vasco Graça Moura) |
| 2002             | "Óleos e Aguadas"                                                    | Galeria S. Mamede, Lisboa (texto de Laurinda Alves) |
| 2002             | "Armanda Passos - instalação e lançamento de livro pela Bial"        | Convento de S. Bento da Vitória, Porto (textos Vasco Graça Moura, Mário Cláudio, Luis Valente de Oliveira, Miguel Cadilhe; Apresentação de Mário Cláudio, Carlos Magno e Luís Osório), na Culturgest, Lisboa. |
| 2004             | “Óleos e Guaches”                                                    | Galeria S. Mamede, Lisboa (texto de Eduardo Prado Coelho) |
| 2004             | "Armanda Passos Sessenta anos"                                       | Fundação Júlio Resende, Gondomar (cartas de Júlio Resende, Luís Portela, José Saramago, Pilar del Rio, Fernando Peres, Jorge Listopad, Arnaldo Saraiva entre outros). |
| 2006             | "Armanda Passos"                                                     | Casa Armanda Passos, Porto (texto de Álvaro Siza) |
| 2006             | "O Sagrado"                                                          | Galeria S. Mamede, Lisboa (texto de João César das Neves e Fabíola Valença) |
| 2008             | "Eva na Terra das Maravilhas"                                        | Galeria S. Mamede, Lisboa (texto de António José Teixeira) |
| 2010             | "Extinção"                                                           | Antigos Paços do Concelho, Câmara Municipal Viana Castelo (texto de Lídia Jorge) |
| 2011             | "Reservas"                                                           | Casa Andresen, Centenário da Universidade do Porto (texto de José-Augusto França, Luís de Moura Sobral, Manuel Sobrinho Simões e Fabíola Valença; apresentação - José Marques dos Santos (reitor da U. Porto), António Marques (vice-reitor da U.Porto) e Luís Valente de Oliveira (presidente da Comissão de Comemorações do Centenário) com apresentação ao público por Raquel Henriques da Silva). |
| 2011             | "Obra Gráfica"                                                       | Edifício da Reitoria, Centenário da Universidade do Porto (texto de Fabíola Valença; apresentação - José Marques dos Santos (reitor da U. Porto) e Luís Valente de Oliveira (presidente da Comissão de Comemorações do Centenário)). |
| 2012             | "Extinção II"                                                        | Museu Municipal de Coimbra/Edifício Chiado, Câmara Municipal de Coimbra (texto de António Pedro Pita) |
| 2012             | "Armanda Passos"                                                     | Galeria dos Paços do Concelho do Núcleo de Arte Contemporânea, Câmara Municipal de Tomar (texto de José-Augusto França) |
| 2012             | "Arca de Noé"                                                        | Tribunal da Relação do Porto (Átrio da Sala de Audiências), (textos do Presidente do Tribunal da Relação do Porto e do Bispo do Porto, D. Manuel Clemente) |
| 2013             | "Obra Gráfica"                                                       | Museu do Douro (texto de Maria Leonor Barbosa Soares) |
| 2013             | “Óleos de pequeno formato”                                           | Galeria S. Mamede, Lisboa (texto de Sylvie Deswarte-Rosa) |
| 2013             | "Obra Gráfica"                                                       | Galeria Municipal de Arte de Barcelos (texto de Mia Couto) |
| 2014             | "Guache e Tinta da China"                                            | Galeria São Mamede, Lisboa (texto de Laura Castro) |
| 2014             | "Obra Gráfica"                                                       | Museu Nogueira da Silva, Braga (texto de Rosa Alice Branco) |
| 2015             | "Extinção III"                                                       | Museu do Douro (texto António Barreto) |
| 2015             | "Bloco de desenhos ESBAP"                                            | Galeria dos Leões, Reitoria da U.P. (texto Álvaro Siza e Fabíola Valença) |
| 2016             | "Armanda Passos - sobre papel"                                       | Galeria 117, Porto (texto de Adília Lopes) |
| 2017             | "Bloco de guaches ATELIER"                                           | Casa Armanda Passos (texto Isabel Pires de Lima e Miguel Cadilhe) |
| 2017             | "Retrato"                                                            | Galeria São Mamede, Lisboa (texto Pedro Flor) |
| 2018             | "Obra Gráfica 1980-91"                                               | Casa-Museu Teixeira Lopes, Vila Nova de Gaia (texto de Maria João Reynaud) |
| 2019             | "Os Outros"                                                          | Galeria S. Mamede, Lisboa (texto de José Luís Peixoto) |
| 2019             | “Armanda Passos, 75 anos 75 escritas”                                | Reitoria da Universidade do Porto |
| 2021             | "Respirar”                                                           | Palácio da Justiça - Tribunal da Relação do Porto |
| 2021             | "Espaço Armanda Passos"                                              | Museu do Douro |
| 2022             | "Armanda Passos" pintura a óleo em Retrospetiva” - exposição póstuma | Fundação Champalimaud (textos de Armanda Passos, Maria Leonor Beleza, Raquel Henriques da Silva e Fabíola Passos) |
| 2024             | "80 anos Armanda Passos anos 80"                                     | Casa Armanda Passos (textos de Eduarda Chiote, Gonçalo Teixeira da Mota e Fabíola Passos) |